# Juliette Atkinson
Juliette Paxton Atkinson (ur. 15 kwietnia 1873 w Rahway, zm. 12 stycznia 1944 w Lawrenceville) – amerykańska tenisistka.

## Życiorys
W latach 1895–1898 występowała w finałach US Open w grze pojedynczej, zdobywając tytuł w 1895, 1897 i 1898. W 1899 nie stanęła do obrony tytułu, a mistrzostwo zdobyła Marion Jones. W 1898 te same zawodniczki stoczyły pasjonujący finał, jeden z najdłuższych meczów kobiecych w historii tenisa (Atkinson wygrała 6:3, 5:7, 6:4, 2:6, 7:5). W 1896 Atkinson przegrała w finale US Open.
Zdobyła także siedem tytułów US Open w deblu – w latach 1894–1898 i 1901-1902, z pięcioma różnymi partnerkami, w tym dwukrotnie z młodszą siostrą Kathleen (1897, 1898); były pierwszą parą sióstr, które wygrały ten turniej. W latach 1894–1896 wygrywała US Open także w konkurencji miksta.
Juliette i Kathleen Atkinson były pierwszymi siostrami, które zmierzyły się w singlu w turnieju US Open. Oba mecze wygrała Juliette, były to półfinały w 1895 (6:1, 6:4) i 1897 (6:1, 6:3).
W 1974 Juliette Atkinson została uhonorowana miejscem w Międzynarodowej Tenisowej Galerii Sławy.